# VTB United League Supercup 2023
De VTB United League Supercup 2023 was een basketbaltoernooi in Moskou dat op 21 september 2023 tot en met 24 september 2023 werd gehouden. De top 6 teams van het afgelopen seizoen in de VTB United League namen deel aan dit toernooi: Zenit Sint-Petersburg, CSKA Moskou, Lokomotiv-Koeban Krasnodar, UNICS Kazan, MBA Moskou en Nizjni Novgorod plus 2 buitenlandse teams uit Turkije, Beşiktaş JK en Fenerbahçe. Zenit won het goud.

## Resultaten

### Kwartfinales
- 21 september 2023
  -  MBA Moskou 79 vs 94  Fenerbahçe
  -  Lokomotiv-Koeban Krasnodar 100 vs 98  CSKA Moskou

- 22 september 2023
  -  UNICS Kazan 82 vs 86  Nizjni Novgorod
  -  Zenit Sint-Petersburg 72 vs 69  Beşiktaş JK

### Halve finales voor 5-8 plaatsen
- 23 september 2023
  -  MBA Moskou 98 vs 105  CSKA Moskou (OT)
  -  UNICS Kazan 68 vs 75  Beşiktaş JK

### Halve finales
- 23 september 2023
  -  Fenerbahçe 89 vs 105  Lokomotiv-Koeban Krasnodar
  -  Nizjni Novgorod 61 vs 86  Zenit Sint-Petersburg

### Finales
- 24 september 2023
  -  MBA Moskou 64 vs 83  UNICS Kazan (7e/8e plaats)
  -  CSKA Moskou 87 vs 91  Beşiktaş JK (5e/6e plaats)
  -  Fenerbahçe 82 vs 80  Nizjni Novgorod (3e/4e plaats)
  -  Lokomotiv-Koeban Krasnodar 83 vs 85  Zenit Sint-Petersburg (1e/2e plaats)

## Eindklassering
| #      | Land                       |
| ------ | -------------------------- |
| Goud   | Zenit Sint-Petersburg      |
| Zilver | Lokomotiv-Koeban Krasnodar |
| Brons  | Fenerbahçe                 |
| 4      | Nizjni Novgorod            |
| 5      | Beşiktaş JK                |
| 6      | CSKA Moskou                |
| 7      | UNICS Kazan                |
| 8      | MBA Moskou                 |

2021 · 2022 · 2023 · 2024